# Franga-de-água-pequena
A franga-de-água-pequena (Zapornia pusilla) é uma espécie de ave gruiforme da família Rallidae, presente na Eurásia, África e Australásia. Em Portugal, é raramente avistada.

## Descrição
É uma ave pequena, com comprimento entre 17 e 19 cm e envergadura entre 33 e 37 cm. Tem bico verde.

## Subespécies
Existem 6 subespécies de Zapornia pusilla:
- Z. p. intermedia
- Z. p. pusilla
- Z. p. mira
- Z. p. mayri
- Z. p. palustris
- Z. p. affinis